# モスクワ・チェリョームシキ
『モスクワ・チェリョームシキ』（露:  Москва, Черёмушки ）はドミートリイ・ショスタコーヴィチが手がけた唯一のオペレッタ。作品105。当時の社会主義社会における風刺的な内容で、長い間他国で上演される機会が少なかった。

## 概略
1957年、モスクワオペレッタ劇場（Московский театр оперетты）の首席指揮者グリゴーリイ・ストリャローフの要請を受けて、チェルヴィンスキー（Михаил Червинский）とマス（Владимир Масс）の台本をもとに作曲された。
ショスタコーヴィチは、1930年代初めに作曲した前衛的な『鼻』と『ムツェンスク郡のマクベス夫人』がスターリンの怒りを買って批判されて以来、大戦中の『賭博師』（未完）を除いてオペラ作曲から遠ざかっていた。それだけに巨匠の満を持しての久々の登場は多くの注目を浴び、彼自身もジャック・オッフェンバックやヨハン・シュトラウスなどのオペレッタを評価したうえで「これが最初で最後にならないように望む」と積極的な発言を行った。
全体が明るく魅力的な曲に溢れているばかりか、「呼応計画の歌」（Песня о встречном）やバレエ音楽「ボルト」などの旧作や大衆歌の引用を巧みに取り入れるなど、ショスタコーヴィチの技法が冴えわたる出来となっており、初演時は好評のうちに迎えられた。だが、ショスタコーヴィチ自身は「退屈、想像力のない愚かな作品」と自作を切り捨てている。

## あらすじ
舞台は1950年代の高層団地化が進む住宅街桜通りことチェリョームシキ（Черёмушки）。住宅事情が厳しいために別居を強いられているサーシャとマーシャ、その二人を取り巻く様々なやり取りと人間関係を描く。
新築の住宅に入居できることを喜ぶサーシャとマーシャ、そして旧居からやはりこの住宅に引越しできることになったバブロフ親子、そして運転手を務めるセルゲイとその彼女、リューシャ。彼らは新居へ引越しできる日を心待ちにしているが、団地の利権を我がものにせんとする役人のドレベドニョフは、手下で管理担当のバラバシキンと共に、勝手に新築の住宅を改装しようとし、勝手に自分たちの愛の巣を育もうと企んでいた。入居がままならないバブロフ親子が、業を煮やしリューシャの協力を得てクレーンでバルコニーから忍び込んでみると、聞いていた間取りと違っていることに驚く。
かくして、住民たちはドレベドニョフとバラバシキンの企みを阻止しようと決起する。セルゲイの友人であり、マーシャの同僚リードチカに惚れているボリスも協力を名乗り出すが、彼はドレベドニョフの妻であるヴァーヴァが、昔の恋人であったことに気づく。
ボリスはヴァーヴァに近寄って鍵を手に入れようとし、リューシャは隣人たちと“真実の椅子”のある公園を建て、ドレベドニョフ一味に一連の企みを白状させることに成功し、一同は無事落ち着くところにまとまりが着いてハッピーエンドとなる。

## 配役
- サーシャことアレクサンドル・ブベンツォフ（バリトン）：博物館の案内係
- マーシャ・ブベンツォヴァ（ソプラノ）：サーシャの妻
- ボリス・コレツキー（バリトン）：爆発物取扱のプロ
- リードチカ・バブロヴァ（声域指定無、歌える女性）：博物館の案内係
- セミョーン・セミョノヴィチ・バブロフ(声域指定無、歌える男性)：リードチカの父
- フョードル・ミハイロヴィチ・ドレベドニョフ（バス）：高給取りの役人
- ヴァーヴァ・ドレベドニョヴァ（ソプラノ）：ドレベドニョフの再婚した妻
- リューシャ（ソプラノ）：建築現場で働くクレーンの操縦士
- セルゲイ・グルシコフ（テノール）：運転手
- アファナーシ・イヴァノヴィチ・バラバシキン（バリトン）：土地の管理人
- 隣人1（バス）
- 隣人2（メゾソプラノ）
- リューシャの友人（メゾソプラノ）
- 神経質な女性（メゾソプラノ）
- クローチキン（テノール）
- クローチカ（ソプラノ）
- ムイルキン（バス）
- ムイルキナ（ソプラノ）

## 楽器編成
- 木管楽器

ピッコロ1、フルート2、オーボエ3、クラリネット3、ファゴット2
- 金管楽器

ホルン4、トランペット3、トロンボーン3、チューバ1
- 打楽器

ティンパニ、トライアングル、シンバル、大太鼓、カスタネット、タンブリン、シンバル、タムタム、小太鼓、鐘
- 弦楽器

ハープ、以下弦5部：第1ヴァイオリン、第2ヴァイオリン、ヴィオラ、チェロ、コントラバス

## 映像

### 映画化
1963年にショスタコーヴィチ自身が編曲し、チェリョームシキ（原題：Черёмушки）として映画化されている。ユニバーサル社よりデッカレーベルでDVD化されているが、日本版は未発売。劇場版より尺は短いが、ストーリーラインはほぼ同じで、当時の実際の“チェリョームシキ”地区の姿を垣間見ることができる。
- 製作：レンフィルム
- 監督：ゲルベルト・ラッパポルト
- 作曲：ドミートリイ・ショスタコーヴィチ
- 脚本：イサーク・グリクマン
- 演奏：ニコライ・ラビノヴィッチ（英語版）指揮 レニングラード管弦楽団
- 上映時間：86分

#### 主なキャスト
- サーシャ：ゲンナジー・ボルトニコフ
- マーシャ：マリーナ・ホトゥンツェバ
- ボリス：ウラジーミル・ペトロヴィチ・ヴァシーリエフ
- フョードル・ドレベドニョフ（バス）：ヴァシリー・メルクリエフ

### 劇場中継
2009年のクリスマスのフランス国立リヨン歌劇場公演がNHKデジタル衛星ハイビジョンとNHK衛星第2テレビジョンで放映された。
台詞がフランス語で、歌唱はロシア語。
【出演】
- アレクサンドル・ペトロヴィチ・ブベンツォフ（サーシャ）：ロマン・ブルデンコ
- マーシャ：クリスティナ・ダレツカ
- セルゲイ・グルシコフ：アンドレイ・イリュシニコフ
- リューシャ：エレナ・ガリツカヤ
- リードチカ：オルガ・ペレチャツコ
- セミョーン・セミョノヴィチ・バブロフ：ゲンナジー・ベズベンコフ
- ボリス・コレツキー：ナビル・スリマン
- ヴァヴァ：マリア・ゴルトセフスカヤ
- フョードル・ミハイロヴィチ・ドレベドニョフ：ミカエル・ババジャニャン
- アファナーシ・イヴァノヴィチ・バラバシキン：アレクサンドル・ゲラシモフ

- 合唱：フランス国立リヨン歌劇場合唱団
- 管弦楽：フランス国立リヨン歌劇場管弦楽団
- 指揮：キリル・カラビッツ
- 美術：マシャ・マケイエフ　セシル・デゴス
- 衣装：マシャ・マケイエフ
- 演出：マシャ・マケイエフ／ジェローム・デシャン